# Thurzó Ferenc (tanár)
Thurzó Ferenc (Nagybánya, 1880. október 2. – ?, 1938) állami főgimnáziumi tanár.

## Élete
Elemi iskoláit szülővárosában végezte, majd 1899 júniusában érettségizett a Nagybányai Főgimnáziumban. 1899-1903 között a Budapesti M. Kir. Tudományegyetemen történelmi és földrajzi tanulmányokat folytatott. 1901-ben tanári alapvizsgát, 1904. januárjában tanári szakvizsgát tett történelemből és földrajzból, 1906-ban pedig pedagógiai vizsgát tett.
1901. május 17-től 1905. febr. 17-ig a Magyar Nemzeti Múzeum levéltári osztályának gyakornoka volt. 1905-1906-ban a ceglédi főgimnáziumnál lett helyettes tanár. 1906-tól a nagyszebeni állami főgimnázium tanára. 1913-tól a makói állami főgimnázium tanára.

## Művei
- 1899-1900 A nyitra-vidéki palóc nyelvjárás. Magyar Nyelvőr 28, 448-452, 491-498; 29, 138-143, 279-285.
- 1900-1901 A helynevek magyarosításáról. Felsőbányai Hirlap 1900/25; 1901/7.
- 1901 Nagybánya szereplése az 1848–49. szabadságharczban. Nagybánya és vidéke 1901/12.
- 1903 Gencsi György végrendelete 1703-ból. Felsőbányai Hirlap 1903/6.
- 1903 Nemzetiségi viszonyok Nagybánya vidékén és a nagybányai magyar helynevek. Nagybánya és vidéke 1903/16-17.
- 1904 Levél a negyvennyolczas időkből. Nagybánya és vidéke 1904/47.
- 1905 A nagybányai ev. ref. főiskola (Schola Ribulina) története 1547–1755. (Függelék. Matrix illustris Scholae Rivulinae). Nagybánya. Művelődéstörténeti értekezések 13.